# Ломонос виргинский
Ломонос виргинский, или клематис виргинский (лат. Clematis virginiana) — вид цветковых растений рода Ломонос (Clematis) семейства Лютиковые (Ranunculaceae).

## Этимология
Русское название рода «ломонос» произошло от способности волосков плодов-семянок ломоноса восточного (Clematis orientalis) попадать в нос человека и вызывать неприятные ощущения. По другим источникам название рода связвно с неприятным запахом некоторых видов. 
Латинское научное название рода Clématis происходит от др.-греч. κληματίς, clēmatís — «вьющееся растение», что в свою очередь образовано от  др.-греч. κλήμα, klḗma — «веточка, росток, усик». В садоводстве (и в русском языке) закрепилась неверная форма ударения в научном названии рода — клема́тис.

## Ботаническое описание
Деревянистая лиана длиной до 6 м.
Листья обычно тройчатые, редко непарно-перистые, с пятью листочками; листочки яйцевидные, длиной 5—9 см, остроконечные, при основании закруглённые или слегка сердцевидные, по краям крупно- и неравнозубчатые, почти голые.
Цветки двудомные, серовато-белые, многочисленные, диаметром 2—3 см, собраны в многоцветковые пазушные олиственные соцветия. Чашелистики от обратнояйцевидно-продолговатых до лопатчатых, снаружи опушённые.
Семянки длиной до 4 мм, шириной 1,5 мм, опушённые, с перисто опушённым носиком длиной до 4 см.
Цветение в июле — сентябре.

## Распространение и экология
В природе ареал вида охватывает юго-восточные провинции Канады и восточную часть США.

## Таксономия
Вид Ломонос виргинский входит в род Ломонос (Clematis) трибы Anemoneae подсемейства Лютиковые (Ranunculoideae) семейства Лютиковые (Ranunculaceae) порядка Лютикоцветные (Ranunculales).
|  |                       |  |                                          |                                          |                        |  | ещё 4 подсемейства (согласно Системе APG II) | ещё 4 подсемейства (согласно Системе APG II) |                                      |  |  |  | ещё 6 родов       | ещё 6 родов            |  |  |
|  |                       |  |                                          |                                          |                        |  | ещё 4 подсемейства (согласно Системе APG II) | ещё 4 подсемейства (согласно Системе APG II) |                                      |  |  |  | ещё 6 родов       | ещё 6 родов            |  |  |
|  |                       |  |                                          | семейство Лютиковые                      |                        |  |                                              |                                              | триба Anemoneae                      |  |  |  |                   | вид Ломонос виргинский |  |  |
|  |                       |  |                                          | семейство Лютиковые                      |                        |  |                                              |                                              | триба Anemoneae                      |  |  |  |                   | вид Ломонос виргинский |  |  |
|  | порядок Лютикоцветные |  |                                          |                                          | подсемейство Лютиковые |  |                                              |                                              | род Ломонос                          |  |  |  |                   |                        |  |  |
|  | порядок Лютикоцветные |  |                                          |                                          |                        |  |                                              |                                              |                                      |  |  |  |                   |                        |  |  |
|  |                       |  | ещё 9 семейств (согласно Системе APG II) | ещё 9 семейств (согласно Системе APG II) |                        |  |                                              | ещё 8 триб (согласно Системе APG II)         | ещё 8 триб (согласно Системе APG II) |  |  |  | ещё 230—250 видов |                        |  |  |
|  |                       |  |                                          | ещё 9 семейств (согласно Системе APG II) |                        |  |                                              |                                              | ещё 8 триб (согласно Системе APG II) |  |  |  |                   |                        |  |  |

## Применение
Изредка выращивается как декоративное растение. Подходит для зон морозостойкости USDA от 3 до 8.